# 에리스 메릿
에리스 메릿(Aries Merritt, 1985년 7월 24일 ~ )은 미국의 육상 선수로 110m 허들을 주종목으로 활약하였다. 2012년 9월 벨기에 브뤼셀에서 110미터 허들 세계 기록(12.80 초)을 세웠으며, 2012년 런던 올림픽에서 110m 허들 금메달을 획득했다.

## 배경
시카고에서 태어나 어린 나이에 조지아주 메리에타로 이주하여 자신이 레지 위더스푼과 동료이던 조지프 휠러 고등학교에서 수학하였다. 메릿은 2003년부터 2006년까지 테네시 대학교를 위하여 달리고, 7회의 올아메리칸 우승을 한 성공적인 대학 경력을 가졌다.
그는 그로세토에서 열린 2004년 세계 주니어 선수권에서 110m 허들 금메달을 따고, 2006년 세계 육상 파이널에서 6위를 하였다. 또한 2006년에는 NCAA 선수권을 우승하여 그해에 모든 허들 종목들에서 패한 적이 없고, 윌리 골트의 테네시 대학교 허들 기록을 깼다. NCAA 선수권에서 13.21초에 그의 우승은 미국에서 두번째로 가장 빠른 대학 기록이며, 레널도 니허마이어 만의 뒤였다.
그는 2008년 세계 육상 파이널에 도달하여 4위를 하였다. 메릿은 같은 해에 미국 실내 선수권, 터키 이스탄불에서 열린 세계 실내 선수권과 올림픽에서 금메달을 딴 처음이자 마지막 허들 선수이다.

## 프로 육상 경력

### 2011년
2011년 세계 육상 선수권 대회 110m 허들의 결승전에서 메릿은 13.67 초와 6위를 하였다. 다이론 로블레스가 실격 당한 후, 메릿은 5위로 들어갔다. 그의 시즌의 최고 전력은 오리건주 유진과 오슬로에서 이루어낸 13.12 초였다.

### 2012년
메릿은 2012년 세계 실내 선수권에서 60m 허들을 우승하면서 자신의 그해 실내 시즌을 위한 성공을 거두었다. 결승전에서 그는 7.44 초와 함께 류샹과 파스칼 마르티노 - 라가르드를 꺾었다.

#### 2012년 하계 올림픽
오리건 주에서 열린 올림픽 선발 시합에서 메릿은 12.93 초의 세계 선두 시간에서 110m 허들을 우승하여 처음으로 올림픽 팀에 이루었다. 그는 그 후에 크리스털 팰리스와 모나코에서 열린 2개의 연속적 다이아먼드 리그에서 둘다 우승하여 시간을 맞추었다.
런던에서 열린 2012년 하계 올림픽에서 메릿은 13.07 초와 함께 예선들에서 가장 빠른 합격 시간을 달리면서 시작하였다. 그는 준결승전에서 12.94 초와 함께 다시 지배적이었다. 결승전에서 로블레스와 메릿은 가장 빠른 출발을 얻었으나 메릿이 3번째 허들에서 앞질러졌다. 그는 12.92 초의 개인 전력으로 지속하여 세계 챔피언 제이슨 리처드슨을 0.12 초 차이로 꺾고 우승하였다.

#### 세계 기록
2012년 9월 7일 벨기에 브뤼셀에서 열린 이보 반 담 기념 대회의 결승전에서 메릿은 110m 허들을 12.80 초로 달려 이전에 다이론 로블레스에 의하여 보유된 세계 기록 12.87 초를 깼다. 메릿의 상연은 1981년 니허마이어 이래 110m 허들을 위한 세계 기록에서 가장 큰 하락이었다. 그는 그해 시즌을 통하여 견실히 달렸다.

### 2013년
2013년 세계 육상 선수권 대회에서 그는 6위를 하였다. 대회 후에 그는 매우 아프고 신장병과 함께 진단을 받았다. 몇달 간의 치료를 받은 후, 그는 이듬해에 육상으로 복귀하였다.

### 2015년
메릿의 신장 문제로부터 회복은 자신이 6월에 미국 실외 육상 선수권에서 3위를 할 수 있는 데 충분하였다. 8월 28일 세계 육상 선수권 대회에서 그는 110m 허들 동메달을 따냈다.